# Typhlodromus bakeri
Typhlodromus bakeri är en spindeldjursart som först beskrevs av Garman 1948.  Typhlodromus bakeri ingår i släktet Typhlodromus och familjen Phytoseiidae. Inga underarter finns listade i Catalogue of Life.